# Рюегзау
Рюегзау (нім. Rüegsau) — громада в Швейцарії в кантоні Берн, адміністративний округ Емменталь.

## Географія
Громада розташована на відстані близько 19 км на північний схід від Берна.
Рюегзау має площу 15,1 км², з яких на 8,6 % дозволяється будівництво (житлове та будівництво доріг), 67,5 % використовуються в сільськогосподарських цілях, 23 % зайнято лісами, 0,9 % не є продуктивними (річки, льодовики або гори).

## Демографія
2019 року в громаді мешкало 3224 особи (+5,8 % порівняно з 2010 роком), іноземців було 4,7 %. Густота населення становила 214 осіб/км².
За віковим діапазоном населення розподілялося таким чином: 19,5 % — особи молодші 20 років, 57,9 % — особи у віці 20—64 років, 22,6 % — особи у віці 65 років та старші. Було 1442 помешкань (у середньому 2,2 особи в помешканні).
Із загальної кількості 1274 працюючих 182 було зайнятих в первинному секторі, 458 — в обробній промисловості, 634 — в галузі послуг.